# FilZip
Filzip은 마이크로소프트 윈도우용 프리웨어 파일 압축 소프트웨어이다.

## 같이 보기
- 압축 소프트웨어의 비교
- ZIP (파일 포맷)